# Radek Šlouf
Radek Šlouf (n. 30 octombrie 1994, Plzeň, Cehia) este un canoist ce a reprezentat Cehia, medaliat olimpic. A participat la o ediție a Jocurilor Olimpice (2020) în care a câștigat o medalie de bronz.

## Participări
Lista de mai jos prezintă principalele competiții la care a participat Radek Šlouf de-a lungul carierei.
- Caiac canoe la Jocurile Olimpice de vară din 2020 - K-2 1000 m masculin[4]